# Xuất sư biểu
Xuất sư biểu (tiếng Trung: 出師表; bính âm: Chū Shī Biǎo) là tên gọi hai bài biểu, Tiền xuất sư biểu (前出師表) và Hậu xuất sư biểu (後出師表) do Gia Cát Lượng viết ra để dâng lên Thục Hán Hậu chủ Lưu Thiện trước khi ông thân chinh dẫn quân đi Bắc phạt lần thứ nhất và lần thứ hai vào các năm 225 và 226 thời Tam Quốc. Hai bài biểu này ngoài việc trình bày nguyên nhân xuất chinh, Gia Cát Lượng còn dùng để bày tỏ sự trung thành của mình với hoàng đế Thục Hán và những lo lắng của ông cho sự an nguy của đất nước. Với giọng văn thống thiết, Tiền xuất sư biểu và Hậu xuất sư biểu sau đó đã trở nên nổi tiếng trong lịch sử Trung Quốc như là đại diện xuất sắc của thể loại biểu và là tượng trưng cho lòng trung thành trong thời phong kiến.

## Tiền xuất sư biểu
Được Lưu Bị gửi gắm vận mệnh của thái tử và cả đất Thục Hán trước khi qua đời, Gia Cát Lượng trong vai trò thừa tướng đã bỏ hết tâm sức để bình định Mạnh Hoạch rồi chuẩn bị quân lực để Bắc phạt Tào Ngụy hòng thống nhất Trung Quốc. Năm Kiến Hưng thứ 5 (227 đời Thục Hán Hậu chủ, Gia Cát Lượng quyết định thân chinh dẫn quân tiến lên phía Bắc, trước khi ra trận ông dâng lên vua bản Tiền xuất sư biểu với nội dung sau này được Trần Thọ ghi lại trong quyển 35 của Tam quốc chí
Tiền xuất sư biểu có giọng văn chân thành bộc lộ quyết tâm Bắc phạt của Gia Cát Lượng đồng thời khuyên nhủ Hậu chủ "gần gũi với hiền thần mà xa lánh lũ tiểu nhân" (親賢臣、遠小人; Thân hiền thần, viễn tiểu nhân). Tuy được ghi lại trong văn bản lịch sử chính thức của thời Tam Quốc là Tam quốc chí nhưng trong tiểu thuyết Tam quốc diễn nghĩa nhà văn La Quán Trung khi mô tả cuộc Bắc phạt lần thứ nhất của Gia Cát Lượng lại không nhắc tới bài biểu này.

## Hậu xuất sư biểu
Hậu xuất sư biểu được Gia Cát Lượng dâng lên Thục Hán Hậu chủ vào năm Kiến Hưng thứ 6 (228). Bài biểu một mặt trình bày những khó khăn của cuộc Bắc phạt lần thứ hai phản ánh qua các sự kiện lịch sử thời đầu Tam Quốc, mặt khác Hậu xuất sư biểu thể hiện quyết tâm hết lòng hết sức của Gia Cát Lượng vì Hậu chủ mặc dù việc thành bại của Bắc phạt bản thân ông không thể định đoạt. Bài biểu có hai câu nói nổi tiếng sau này đã trở thành biểu tượng cho lòng trung thành của Gia Cát Lượng với nhà Thục Hán nói riêng và của bầy tôi với vua chúa phong kiến Trung Quốc nói chung:
| “ | Hết lòng tận tụy, đến chết mới thôi. | ” |

Nhận xét về giọng văn chân thành thống thiết của bài Hậu xuất sư biểu, Tạ Phương Đắc thời Nam Tống trong tác phẩm Văn chương quỹ phạm đã viết: "Đọc Xuất sư biểu, ai không khóc là bất trung, đọc Trần tình biểu ai không khóc là bất hiếu, đọc Tế thập nhị lang văn ai không khóc là bất từ". Khác với Tiền xuất sư biểu, Hậu xuất sư biểu được La Quán Trung đưa toàn văn trong hồi 97 của Tam quốc diễn nghĩa.
Về sau có nhiều học giả đưa ra giả thuyết rằng Hậu xuất sư biểu rất có thể không phải do Gia Cát Lượng sáng tác với lý do rằng nó không xuất hiện trong Tam quốc chí của Trần Thọ hay Gia Cát Lượng văn tập mà lại có nguồn gốc từ bản ký của Trương Nghiễm nước Đông Ngô, việc này là hoàn toàn không hợp lẽ nếu như Hậu xuất sư biểu thực sự là tác phẩm của Gia Cát Lượng. Hơn nữa nội dung Hậu xuất sư biểu cũng xuất hiện nhiều chi tiết vô lý như việc nhắc tới cái chết của Triệu Vân qua câu: "Từ khi thần tới Hán Trung khoảng trong một năm mà mất Triệu Vân,..." trong khi sách Tam quốc chí ghi Triệu Vân qua đời mãi tận năm Kiến Hưng thứ 9 (229) tức là sau khi Hậu xuất sư biểu được sáng tác. Thêm nữa, văn phong của Hậu xuất sư biểu tuy chân thành thống thiết nhưng lại mất đi cái hào sảng, tự tin của Tiền xuất sư biểu ví dụ câu: "Nếu không đánh giặc thì nghiệp vương sẽ mất. Chỉ ngồi mà đợi mất ai sẽ cùng nhau ra đánh giặc?". Ngoài ra Gia Cát Lượng khi dâng biểu vẫn đang là thừa tướng nắm toàn bộ quyền lực của triều đình nhà Thục Hán vì vậy ông không thể viết rằng: "Nhiều người bàn kế mãi mà chưa thành" như trong Hậu xuất sư biểu được. Vì những mâu thuẫn này, một số học giả đã cho rằng Hậu xuất sư biểu là tác phẩm của Gia Cát Cẩn, anh của Gia Cát Lượng nhưng làm quan to bên Đông Ngô. Tuy nhiên thì cho đến nay những tranh cãi xung quanh vấn đề này vẫn chưa chấm dứt.